# Цикіріті
Цикірі́ті (Nesillas) — рід горобцеподібних птахів родини очеретянкових (Acrocephalidae). Представники цього роду мешкають на Мадагаскарі та на Коморських островах. Вимерлий вид мешкав на атолі Альдабра (Сейшельські острови).

## Види
Виділяють шість видів, включно з одним вимерлим:
- Цикіріті коморський (Nesillas brevicaudata)
- Цикіріті пустельний (Nesillas lantzii)
- Цикіріті аньйоуанський (Nesillas longicaudata)[3]
- Цикіріті могелійський (Nesillas mariae)
- Цикіріті мадагаскарський (Nesillas typica)
- †Цикіріті альдабранський (Nesillas aldabrana)

## Етимологія
Наукова назва роду Nesillas походить від сполучення слів дав.-гр. νησος — острів (= Мадагаскар) і  ιλλας — дрізд.